# Mary Ellen Weber
Mary Ellen Weber (Ohio, Estados Unidos, 1962) es una ejecutiva, científica, aviadora, conferencista estadounidense y astronauta de la NASA.

## Biografía
Mary Weber nació en Cleveland, y se crio en Bedford Heights. Se graduó en la Bedford High School, en 1980 y recibió un Bachelor of Science en ingeniería química (con honores), en 1984, por la Universidad de Purdue, donde fue miembra de la hermandad Phi Mu. Recibió un Philosophiae doctor en Físicoquímica por la Universidad de California, Berkeley en 1988, y realizó una maestría por la Universidad Metodista del Sur en 2002.
Durante sus estudios de pregrado en Purdue fue interna de ingeniería en Ohio Edison, Delco Electronics y 3M. Más tarde, en su investigación doctoral en Berkeley, exploró la física de las reacciones químicas en fase gaseosa que involucran al silicio. Luego se unió a las investigaciones de Texas para investigar nuevos procesos para hacer chips para ordenadores. Fue asignada a un consorcio de compañías de semiconductores, SEMATECH, y posteriormente a Applied Materials, para crear un reactor revolucionario para la fabricación de chips de próxima generación. Por este trabajó recibió una patente y publicó ocho artículos en revistas científicas.
Ha registrado más de 3.500 vuelos como paracaidista desde 1983. Ha ganado nueve medallas de plata/bronce en el Campeonato Nacional de Paracaidismo de Estados Unidos, y participó en la formación de caída libre de más grande del mundo en 2002, con 300 personas. Además, es una piloto con calificación de instrumento, con más de 800 horas de vuelo, incluyendo 600 horas en aviones a reacción.

## Carrera en la NASA
Fue seleccionada por la NASA en el decimocuarto grupo de astronautas en 1992. Durante su carrera de 10 años con la NASA, ocupó varios puestos. Trabajó extensamente en la comercialización de tecnología, y como parte de un equipo que depende del director ejecutivo de la NASA, trabajó directamente con una firma de capital de riesgo para identificar y desarrollar con éxito una empresa comercial aprovechando una tecnología espacial. Además, él fue el enlace de Asuntos Legislativos en la sede de la NASA, en Washington D. C., interactuando con el Congreso y viajando con el director ejecutivo de la NASA. Antes de este nombramiento, fue presidenta de la junta de adquisiciones para el contratista del Programa de Biotecnología, y también formó parte de un equipo que renovó el plan de 2 mil millones de dólares para las instalaciones de investigación de la Estación Espacial. Las principales tareas técnicas de Weber dentro de la Astronaut Office incluyen participar en operaciones críticas de lanzamiento, aterrizaje y prueba en el Centro Espacial Kennedy, probar el software de vuelo del Shuttle y desarrollar con las agencias espaciales internacionales los protocolos de entrenamiento y las instalaciones para experimentos a bordo de la Estación Espacial. Veterana de dos vuelos espaciales, STS-70 y STS-101, ha registrado más de 450 horas en el espacio. Renunció a la NASA en diciembre de 2002.
Actualmente es la vicepresidenta del Centro Médico Southwestern de la Universidad de Texas en Dallas, Texas. También es una conferenciante activa en temas de rendimiento, riesgo y éxito, y es consultora y preaparadora física.

### STS-101
La STS-101 Atlantis, del 19 al 29 de mayo del 2000, la tercera misión del transbordador dedicada a la construcción de la Estación Espacial Internacional. La tripulación reparó e instaló una miríada de componentes eléctricos y de soporte vital, tanto dentro como fuera, e impulsó la estación a una órbita segura. Sus dos responsabilidades principales fueron volar el brazo robótico de 60 pies para maniobrar a un miembro de la tripulación del paseo espacial a lo largo de la superficie de la estación, y dirigir la transferencia de más de tres mil libras de equipamiento. La misión se completó en 155 órbitas de la Tierra en 236 horas y 9 minutos.

### STS-70
La STS-70 Discovery, del 13 al 22 de julio de 1995, una misión que entregó con éxito para orbitar un satélite de comunicaciones de la NASA, TDRS-G. Su principal responsabilidad era verificar los sistemas del satélite y enviarlo a su órbita de 22 mil millas por encima del ecuador. Ella también realizó experimentos de biotecnología, creciendo tejidos de cáncer de colon nunca antes posible. Ella era la principal tripulante de la caminata espacial de contingencia y el oficial médico. La misión se completó en 142 órbitas alrededor de la Tierra en 214 horas y 20 minutos.

Emblemas de las misiones
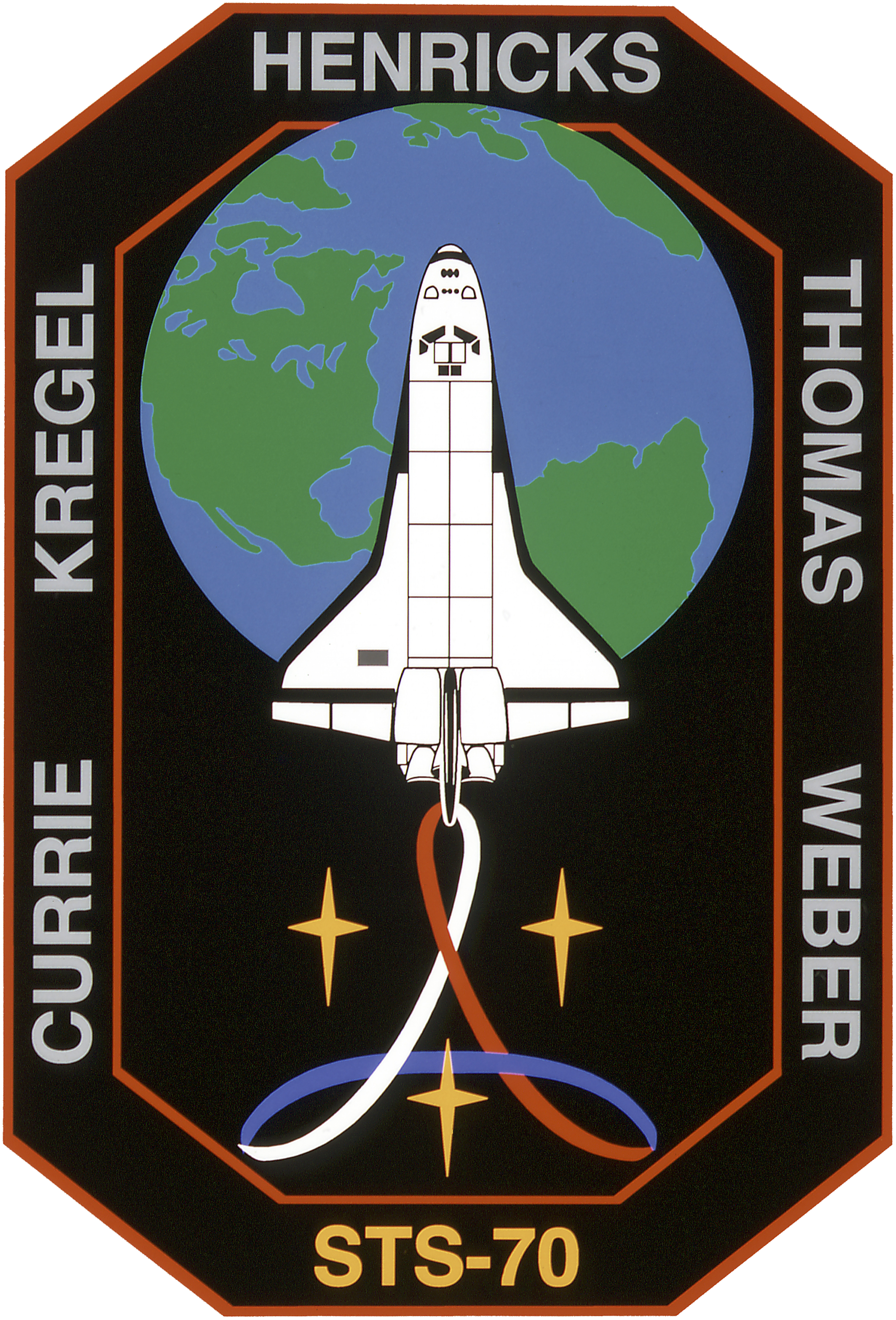
Misión STS-70
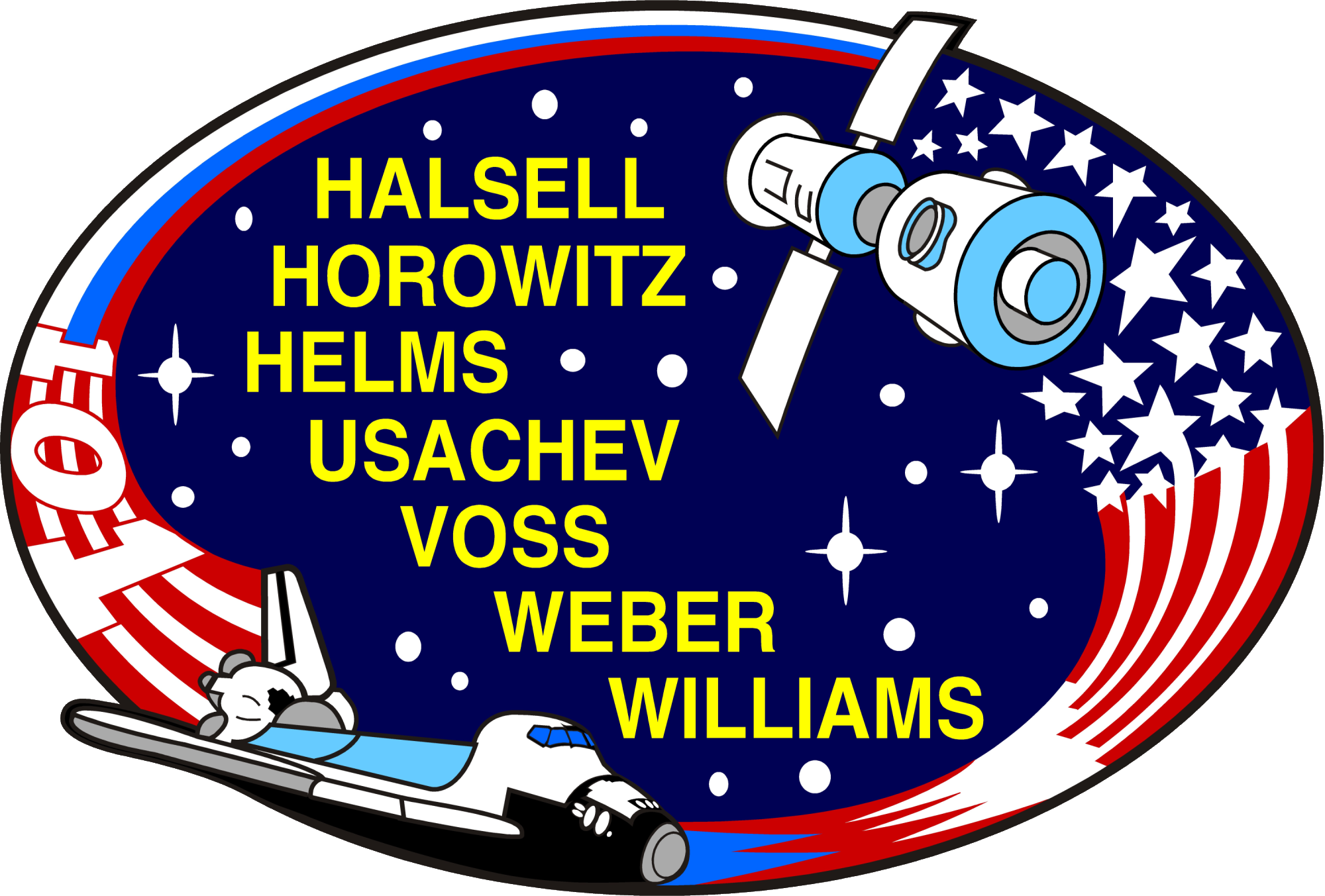
Misión STS-101